# Unutarnji otpor električnog izvora
Električnim izvorom općenito smatramo svaku napravu ili sustav koji stvaraju tzv. elektromotornu silu na svojim izlaznim priključnicama. 
Svojstvo je svakog električnog izvora da uz nazivnu elektromotornu silu ima i neki unutarnji otpor. U elektrotehnici, elektronici i drugdje stvarne električne izvore prikazujemo nadomjesnim naponskim i strujnim električnim izvorima koji se predočuju idealnim naponskim ili strujnim izvorima te njima serijski ili paralelno spojenim odgovarajućim unutarnjim otporima.

## Fizikalne osnove
Svako razdvajanje električnih naboja koje je i temelj principa rada svakog električnog izvora vezano je uz neki od fizikalnih ili kemijskih procesa. Unutarnji otpor električnog izvora (u daljnjem tekstu, otpor, struja, napon i td.) javlja se u tom smislu kao neizbježni sastavni dio električnog izvora.

### Unutarnji otpor s radnim obilježjima
Unutarnji otpor s radnim obilježjima karakterističan je za električne izvore istosmjerne struje što se danas odnosi uglavnom na različite vrste električnih baterija i akumulatora te gorive i fotonaponske ćelije. Unutarnji otpor posljedica je s jedne strane tromosti kemijskih, odn. fizikalnih procesa gdje se uz određenu površinu elektroda izvora može u jedinici vremena osloboditi samo neka određena količina električnog naboja, a s druge strane posljedica je gubitka kinetičke energije nosilaca naboja pri prolasku kroz strukturu materije što se sa stanovišta električnog kruga očituje kao unutarnje zagrijavanje električnog izvora zbog prisustva unutarnjeg otpora izvora.

### Unutarnji otpor s induktivnim obilježjima
Unutarnji otpor s induktivnim obilježjima karakterističan je za električne izvore gdje se elektromotorna sila generira na temelju elektromagnetske indukcije. Kako svaku od takvih naprava konstrukcijski prati jedan ili više svitaka s odgovarajućim radnim otporom (otpor zavoja za istosmjernu struju) i odgovarajućim induktivnim otporom (reaktancijom), unutarnji otpor električnih generatora se u električnim mrežama predstavlja električnom impedancijom generatora:
{\displaystyle {Z_{g}}=R_{L}+j\omega \,L}
gdje je {\displaystyle {Z_{g}}} unutarnja impedancija generatora, {\displaystyle R_{L}}
radni otpor zavoja svitka generatora, a  {\displaystyle L} induktivitet zavoja svitka generatora.
Kao izvori električnog napona unutarnji otpor s induktivnim obilježjima imaju i svi transformatori te općenito i sve naprave koje sadrže transformator (dinamički mikrofon na pr.).

### Unutarnji otpor s kapacitivnim obilježjima
Unutarnji otpor s kapacitivnim obilježjima karakterističan je za električne izvore gdje se elektromotorna sila generira na temelju električnog polja promjenljive jakosti. Najbolji primjeri za takav slučaj je kondenzatorski mikrofon gdje unutarnju impedanciju kondenzatorskog mikrofona možemo izraziti unutarnjom admitancijom:
{\displaystyle {Y_{g}}=G+j\omega C\,}
gdje je
{\displaystyle {Z_{g}}={\frac {1}{Y_{g}}}}
unutarnja impedancija kondenzatorskog mikrofona, {\displaystyle {Y_{g}}} unutarnja admitancija kondenzatorskog mikrofona, {\displaystyle C} unutarnji kapacitet kondenzatorskog mikrofona, a G rezultantna vodljivost otporne mreže za dovođenje istosmjernog napona na kondenzatorski mikrofon.

## Značaj
Razmatranje unutarnjeg otpora električnog izvora izrazito je značajno jer je jedna od odlučujućih veličina koje je potrebno uzeti u obzir pri odluci o tome kakvo opterećenje je dozvoljeno priključiti na izvor, a da bi se osiguralo optimalno prilagođenje po naponu, snazi ili struji, odn. sačuvao izvor od preopterećenja i toplinskog uništenja.